# Libona
Libona est une municipalité des Philippines située dans le nord de la province de Bukidnon, sur l'île de Mindanao. Elle se trouve à une centaine de km de la capitale provinciale Malaybalay.

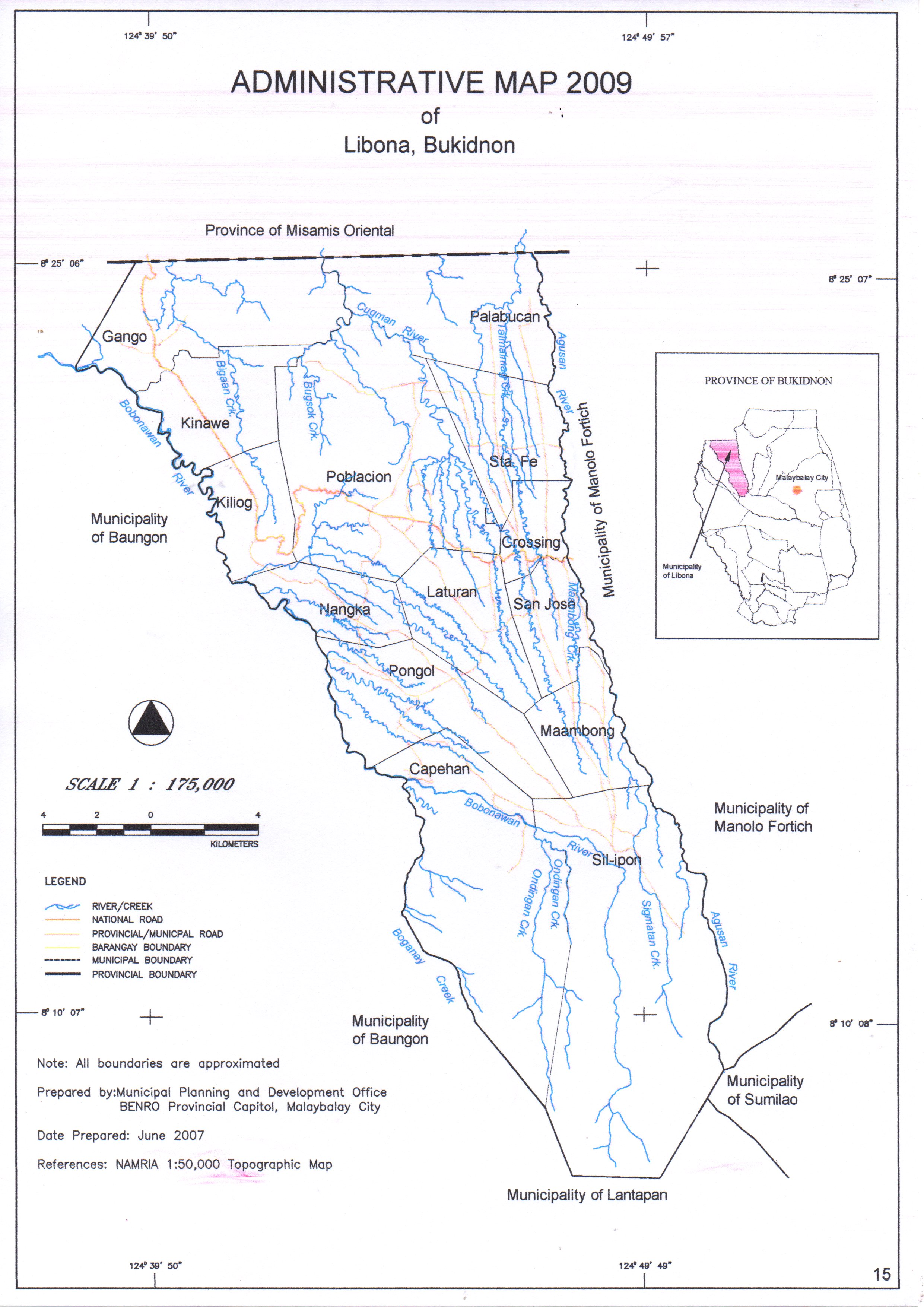
Carte administrative de la municipalité montrant sa division en barangays (2009).

Elle est divisée en 14 barangays.